# Andrés Mendoza
Andrés Augusto Mendoza Azevedo (Chincha Alta, 26 de abril de 1978) é um ex-futebolista profissional peruano que atua como atacante.

## Carreira
Andrés Mendoza fez parte do elenco da Seleção Peruana de Futebol da Copa América de 1999, 2004 e 2007.